# Hugo de Folieto
Hugo de Folieto, auch Hugo von Fouilloy oder Hugo Foliotensis (* um 1100 in Fouilloy bei Amiens; † um 1174 in Saint-Laurent-au-Bois) war ein Kanoniker und Theologe und Verfasser theologischer Schriften.
Hugo benannte sich nach seinem Geburtsort Fouilloy lateinisch de Folieto. Er wurde Geistlicher und lebte bereits in jungen Jahren als regulierter Chorherr im Stift Saint-Laurent-au-Bois in der Nähe von Corbie. Von 1132 bis 1152 wurde er Prior von Saint-Nicolas de Régny und von 1153 bis zu seinem Tod Prior des Augustinerchorherrenstifts Saint-Laurent-au-Bois.

## Biografie

### Jugend und Ausbildung
Hugues de Fouilloy wurde wahrscheinlich im ersten Jahrzehnt des 12. Jahrhunderts in Fouilloy, einem Vorort von Corbie in der Picardie, geboren. Er war adliger Herkunft und stammte aus einer Familie, die den Marktflecken Fouilloy als Lehen von der Abtei Corbie erhalten haben soll. a Sicherlich absolvierte er in derselben Abtei seine Ausbildung als Kleriker, bevor er um 1120 regulärer Kanoniker im Priorat Saint-Laurent-au-Bois in Ribemont-sur-Ancre b wurde.

### Kirchliche Laufbahn

#### Prior von Saint-Nicolas de Régny
1132 gründete Ybert de Jumel das Priorat Saint-Nicolas de Régny in Jumel, südlich von Amiens, als Ableger des Priorats Saint-Laurent-au-Bois, dessen Amt Hugo sofort übernahm. Er leitete Saint-Nicolas zwanzig Jahre lang, bevor er 1152 die Nachfolge von Olri als Leiter von Saint-Laurent antritt. Sein Weggang aus Saint-Nicolas führt offenbar zu einem Konflikt zwischen dem Mutterhaus und seiner Dependance. Das bis dahin blühende Priorat von Saint-Nicolas erholte sich nur schwer von dem Verlust des Ansehens, das ihm ein Oberhaupt wie Hugo verschafft hatte, dessen Ruhm zahlreiche Novizen anzog.

#### Prior von Saint-Laurent-au-Bois
Nach dem Tod von Abt Ursion in den 1150er Jahren, wurde Hugo von den Kanonikern der Abtei Saint-Denis in Reims gebeten, ihr Abt zu werden, doch Hugo lehnte ab. Schließlich wählten die Kanoniker von Saint-Denis Eudes, den Subprior von Saint-Victor in Paris. Nachdem dessen Gründer Olri zwei Jahre später gestorben war, erlangte Hugo die Würde des Priors.
Hugo blieb bis zu seinem Tod um 1173–1174 an der Spitze von Saint-Laurent-au-Bois. Ein Totenverzeichnis von Saint-Laurent, das Ende des 12. Jahrhunderts erstellt und bis Mitte des 13. Jahrhunderts verwendet wurde, erwähnt Hugos Tod an einem siebten September, ohne das Jahr anzugeben.

### Literarische Karriere
Hugo de Fouilloy ist der Verfasser von sechs exegetischen und moralischen Abhandlungen für neu bekehrte Ordensleute oder neu eingesetzte Gemeindevorsteher.
Er schrieb in einem bildhaften Stil, der auf den in der klösterlichen Literatur üblichen Allegorien beruht. Hugos Ziel war es, die Grundlagen des religiösen Denkens und der Ethik an Menschen weiterzugeben, die diese noch nicht beherrschen. Diese Werke in rhythmischer Prosa sind oft recht kurz und folgen einem gegliederten und methodischen Aufbau.
Einige seiner handschriftlichen Werke sind mit Bildern und Diagrammen geschmückt, die den Text begleiten und in der Regel unter der Leitung des Autors selbst realisiert wurden.

## Werke

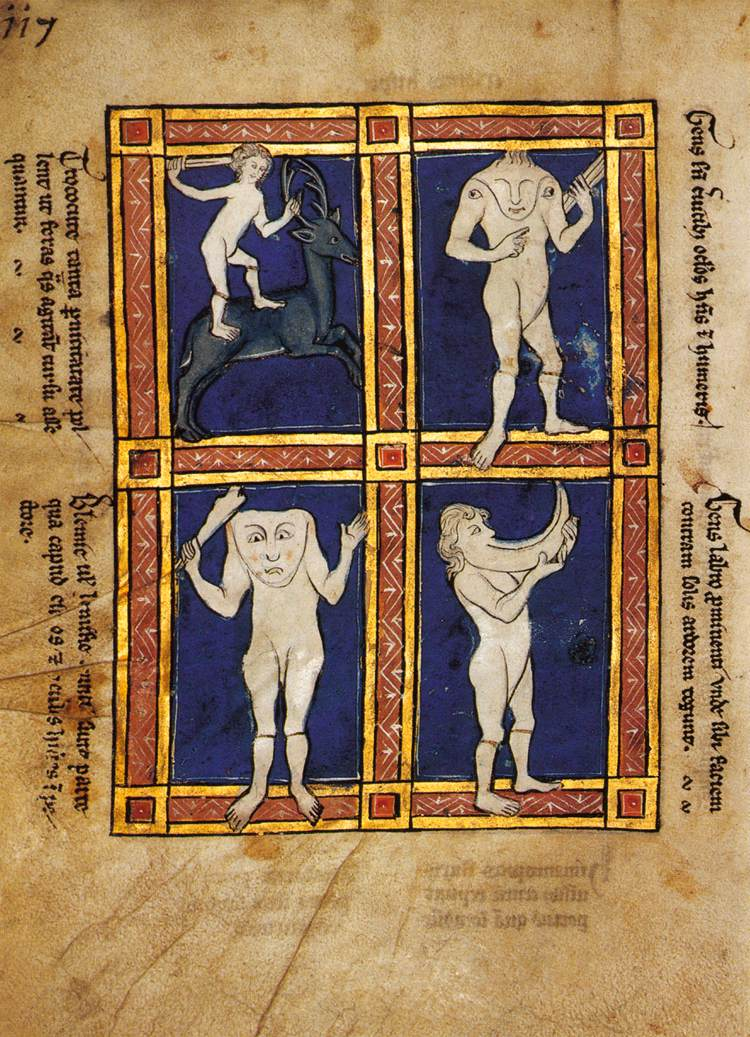
J. Paul Getty Museum, Ms. Ludwig XV 4 (ca. 1280), fol. 117v

Hugo ist der Verfasser zahlreicher theologischer Werke in lateinischer Sprache, die jedoch oft für Werke Hugo von St. Victors gehalten wurden und unter dessen Namen gedruckt wurden. Die Schriften Hugos erlangten zu seiner Zeit ein beachtliches Ansehen, obwohl sie keine weite Verbreitung fanden. Dennoch gehörte er lange Zeit zu den am wenigsten bekannten Autoren des Mittelalters, deren Namen uns überliefert sind. „Das Hauptwerk Hugos ‚De claustro animae’ gehört – allerdings – zu den am meisten verbreiteten Werken des Mittelalters ...“. Seine Werke sind in Handschriften aus dem 12. bis 16. Jahrhundert überliefert und befassen sich oft mit der allegorischen Betrachtung klösterlicher Bauwerke.
Die wichtigsten Werke, die dem Prior von Saint-Laurent-au-Bois zugeschrieben werden, sind:
- De avibus (Eine moralische Abhandlung über Vögel, entstanden zwischen 1132 und 1152, die in zahlreiche mittelalterliche Bestiarien übernommen wurde.)
- De claustro animae (4 Bände, um 1160, dessen zweites Buch oft isoliert unter dem Titel De duodecim abusionibus claustri zu finden ist.)
- De medicina animae (Enthält ebenso wie De claustro animae allegorische Texte über die  monastische Spiritualität.)
- De nuptiis
- De rota verae et falsae religionis
- De pastoribus et ovibus
- De Claustro corporis (online bei Overnia).

### De avibus
Der erste Teil von De avibus ist im Wesentlichen eine schriftliche Exegese der Bibel und dem Physiologus. Abgehandelt werden die Taube (11 Kapitel), die Winde und der Habicht (11 Kapitel), sowie die Turteltaube und der Spatz mit deren Nistverhalten (15 Kapitel).
Der zweite Teil besteht aus 23 Kapiteln, die jeweils einen anderen Vogel beschreiben. Der Autor bezieht sich dabei auf die Etymologiae des Isidor von Sevilla, De rerum naturis des Hrabanus Maurus (bisweilen auch De deo genannt), Moralia in Job von Papst Gregor I. und Hexaemeron des Ambrosius von Mailand.
Der Text ist auch unter mehreren alternative Namen bekannt wie Aviarium (Vogelbuch), De columba deargentata (Von der silbernen Taube) und De tribus columbis (Von den drei Tauben). Ein weiterer Titel Libellus quidam ad Rainerum conversum cognomine Corder Benignum (Büchlein für Rainier den Konversen, genannt der Gutherzige) macht deutlich, für wen das Buch bestimmt war. Hugos Vorwort sagt, dass De avibus als Lehrbuch für Laienbrüder gedacht war. Wahrscheinlich wurde es zwischen 1132 and 1152 geschrieben, als Hugo Prior von  of St.-Nicholas-de-Regny war.
Nach Badkes Medieval Bestiary gibt es über 120 Handschriften von De avibus, wenn manche auch nur Teile des Texts enthalten. Mindestens 55 Handschriften sind illustriert. Meist erscheint der Text in den Handschriften zusammen mit anderen theologischen Werken, häufig mit anderen Büchern von Hugo.